# Viéthorey
Viéthorey ist eine französische Gemeinde mit 91 Einwohnern (Stand: 1. Januar 2022) im Département Doubs in der Region Bourgogne-Franche-Comté.

## Geographie
Viéthorey liegt auf 436 m, zehn Kilometer nordnordöstlich von Baume-les-Dames und etwa 29 Kilometer westsüdwestlich der Stadt Montbéliard (Luftlinie). Das Dorf erstreckt sich auf der leicht gewellten Kalkhochfläche zwischen den Flusstälern von Doubs im Süden und Ognon im Norden, südlich der Höhe von Chamois.
Die Fläche des 7,92 km² großen Gemeindegebiets umfasst einen Abschnitt der gewellten Landschaft zwischen Doubs und Ognon. Das gesamte Gebiet wird vom wasserarmen Hochplateau von Viéthorey eingenommen, das durchschnittlich auf 430 m liegt. Es ist überwiegend von Acker- und Wiesland bestanden, zeigt aber auch einige größere Waldflächen, insbesondere den Bois de Reuge im Süden. Gegen Osten ist das Plateau leicht geneigt. Es gibt hier nur wenige Rinnsale, die nach kurzer Wegstrecke im verkarsteten Untergrund versickern. Mit 494 m wird auf der Höhe des Charmois im Norden des Gemeindeareals die höchste Erhebung von Viéthorey erreicht. Nach Westen erstreckt sich der Gemeindeboden bis an den Rand des Bois des Brosses.
Nachbargemeinden von Viéthorey sind Fontenelle-Montby im Norden, Gondenans-Montby und Fontaine-lès-Clerval im Osten, Voillans im Süden sowie Vergranne und Mésandans im Westen.

## Geschichte
Mauerfundamente, Wallanlagen und Ziegelfunde weisen auf einen gallorömischen Siedlungsplatz auf dem Gemeindegebiet von Viéthorey hin. Im Mittelalter gehörte Viéthorey nacheinander zu den Herrschaften Montmartin, Clerval und Montby. Zusammen mit der Franche-Comté gelangte das Dorf mit dem Frieden von Nimwegen 1678 definitiv an Frankreich. Heute ist Viéthorey Teil des Gemeindeverbandes Deux Vallées Vertes.

## Sehenswürdigkeiten

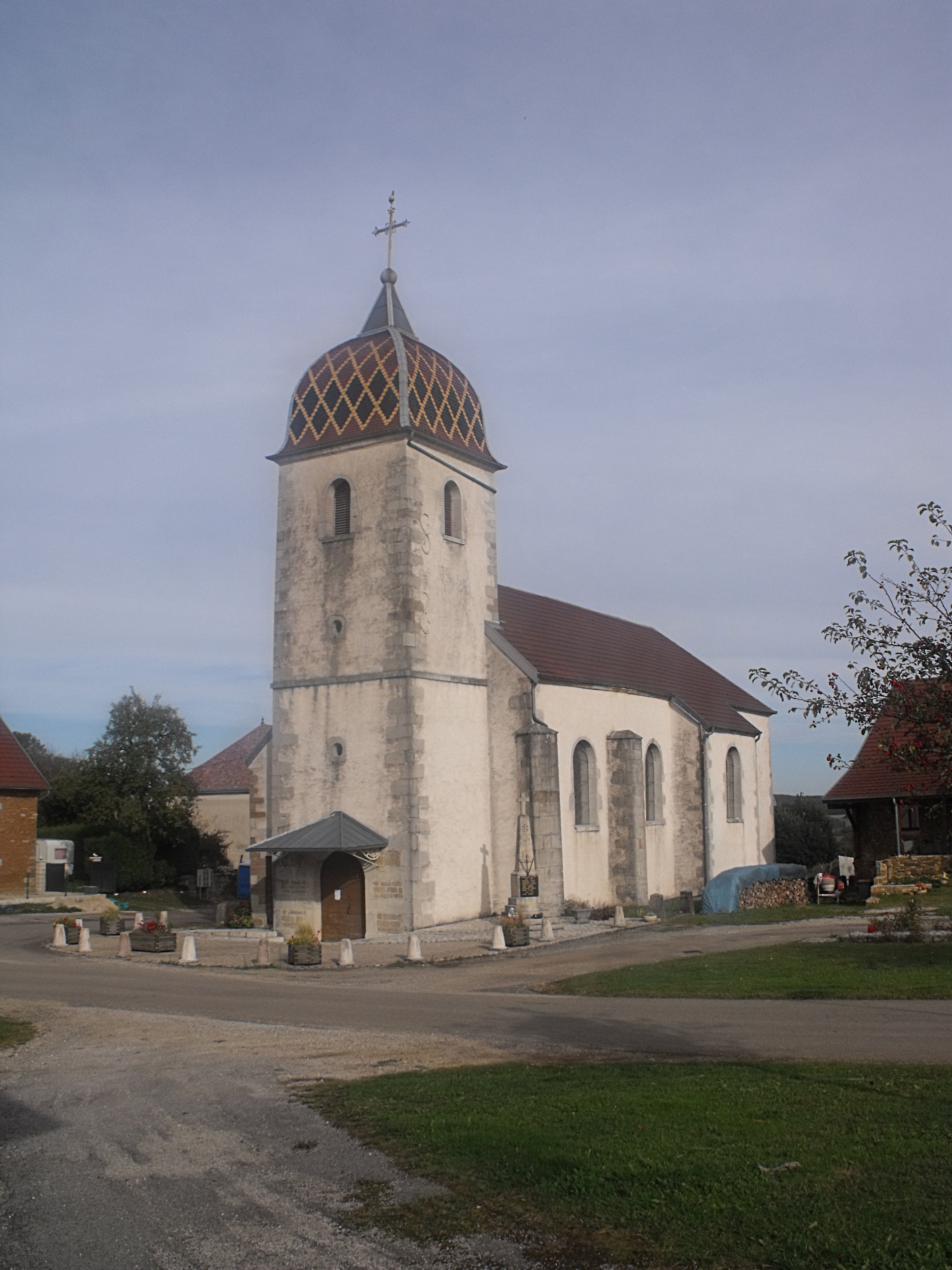
Kirche der Unbefleckten Empfängnis

Die ehemalige Kapelle wurde von 1770 bis 1771 vergrößert und zur Dorfkirche Notre-Dame de l’Immaculée Conception (Unbefleckte Empfängnis) ausgebaut.

## Bevölkerung
| Jahr                       | 1962 | 1968 | 1975 | 1982 | 1990 | 1999 | 2004 | 2016 |
| Einwohner                  | 163  | 159  | 144  | 107  | 109  | 105  | 126  | 93   |
| Quellen: Cassini und INSEE |      |      |      |      |      |      |      |      |

Mit 91 Einwohnern (Stand 1. Januar 2022) gehört Viéthorey zu den kleinsten Gemeinden des Départements Doubs. Nachdem die Einwohnerzahl in der ersten Hälfte des 20. Jahrhunderts deutlich abgenommen hatte (1896 wurden noch 321 Personen gezählt), wurden seit Beginn der 1980er Jahre nur noch geringe Schwankungen verzeichnet.

## Wirtschaft und Infrastruktur
Viéthorey war bis weit ins 20. Jahrhundert hinein ein vorwiegend durch die Landwirtschaft (Ackerbau, Obstbau und Viehzucht) und die Forstwirtschaft geprägtes Dorf. Daneben gibt es heute einige Betriebe des lokalen Kleingewerbes. Mittlerweile hat sich das Dorf auch zu einer Wohngemeinde gewandelt. Viele Erwerbstätige sind deshalb Wegpendler, die in den größeren Ortschaften der Umgebung ihrer Arbeit nachgehen.
Die Ortschaft liegt abseits der größeren Durchgangsstraßen an einer Departementsstraße, die von Voillans nach Gondenans-Montby führt. Der nächste Anschluss an die Autobahn A36 befindet sich in einer Entfernung von ungefähr zehn Kilometern.